# Burg Zwenkau
Die Burg Zwenkau, auch Schloss Zwenkau oder Schlossberg genannt, ist eine abgegangene Burg, späteres Schloss und das heutige Rathaus in der  Gemeinde Zwenkau am Bürgermeister-Ahnert-Platz 1 im Landkreis Leipzig in Sachsen.

## Geschichte
Die Burganlage wurde im 9. Jahrhundert als slawische Ringwallanlage gegründet, ein befestigter Herrenhof „slawischer Seniores“ und war um 950 Sitz eines Burgwards Zuenkouua.
974 schenkte Kaiser Otto II. die „civitas“, Burg und Besitz, dem Bistum Merseburg, die um 1115 im bischöflichen Investiturstreit zerstört wurde, nach 1120 wieder hergestellt, 1126 ummauert wurde und nach 1200 Zentrum des bischöflichen Amtes Zwenkau war.
Nach 1236 wurde die Burg als zu einem befestigten „Schlößlein“ mit Gräben, Mauern, Tor, Turm und Brücke umgebaut und wurde 1240 Sitz eines bischöflichen Vogtes, bis es 1271 Sitz eines Amtsvogtes war.
1315 wurde das Schloss von Markgraf Friedrich dem Freidigen erstürmt und 1430 durch Hussiten zerstört, zwischen 1446 und 1451 im Sächsischen Bruderkrieg erneut zerstört.
1544 wurde die Schlossanlage als Drei-Flügel-Anlage neu errichtet und war von 1562 bis zu seiner Auflösung 1837 kurfürstlich (ab 1806 königlich)-sächsisches Kammergut, dann königlich-sächsisches Gerichtsamt und 1875 Amtsgericht der Amtshauptmannschaft Leipzig. In der Zwischenzeit erlitt die Schlossanlage mehrfache Zerstörungen und Wiederherstellungen.
In der Zeit von 1900 bis 2005 fanden umfangreiche Umbauten statt, Errichtung eines neuen Arresthauses, eines Torbaus, Rekonstruktion und Umnutzung des Südflügels sowie Sanierung der Umfassungsmauern und Neugestaltung des Innenhofes.